# Álvaro Augusto Pérez Juárez
Álvaro Augusto Pérez Juárez (Amecameca, Estado de México, 11 de junio de 1960) es un magistrado mexicano, presidente del Tribunal de Justicia del Distrito Federal de México de 2017 a 2018.

## Biografía
Estudió la licenciatura en Derecho en la Universidad Iberoamericana, cédula profesional 902586, titulándose el 6 de febrero de 1984 con mención honorífica, y la maestría en Derecho civil en el Instituto de Ciencias Jurídicas de Estudios Superiores, obteniendo el grado con excelencia académica. Cursó el máster internacional en Derecho civil y familiar, impartido por la Universidad Autónoma de Barcelona, el FLASUD y el IEJ-TSJCDMX, de 2004 a 2005; así como las especialidades en amparo, tanto en la UP, como en el Instituto Mexicano del Amparo. Llevó el curso de arbitraje para magistrados y jueces civiles del TSJCDMX, en el Centro de Arbitraje de México, y el diplomado en arbitraje comercial internacional, organizado por el Capítulo Mexicano de la Cámara Internacional de Comercio, el CJDF y este Tribunal.

## Trayectoria
Ha sido catedrático en la Universidad Autónoma del Edo. de México, Unidad Académica Profesional de Amecameca, y docente en el IEJ-TSJCDMX, el INCIJA y el Instituto de Ciencias Jurídicas de Estudios Superiores. Da clases de licenciatura en la Facultad de Derecho y la División de Estudios de Posgrado, de la UNAM. Conferenciante en diversas Instituciones de Educación Superior y Tribunales Superiores de los Estados. Autor de artículos publicados en Revistas Especializadas en materia jurídica. 
En el ámbito laboral se ha desempeñado como Subjefe del Departamento contencioso, en la Dirección General de Invenciones, Marcas y Desarrollo Tecnológico, de la SECOFI, de 1981 a 1984; Jefe del Departamento de actualización jurídica, de octubre de 1984 a abril de 1985, y Secretario particular del Director, de abril a agosto de 1985, en la Dirección General de Inspección y Licencias Sanitarias, de la SS; y abogado postulante, de 1985 a 1989. 
Inició su carrera en el TSJCDMX en agosto de 1989, como Secretario Proyectista de la Cuarta Sala, cargo que ocupó hasta abril de 1991, para luego ser Juez Quinto del Arrendamiento Inmobiliario, de mayo de 1991 a marzo de 1994, y Vigésimo Cuarto Civil, de abril de 1994 a mayo de 2009. Magistrado por Ministerio de Ley (2010, 2011). Magistrado de la Octava Sala Civil, a partir del 3 de marzo de 2011.
Fue nombrado presidente del TSJCDMX el 30 de marzo de 2017. Tomó posesión del cargo el 17 de abril de 2017.